# 別れぬ理由
『別れぬ理由』（わかれぬりゆう）は、渡辺淳一が1986年に発表した小説。『週刊新潮』2月13日号から1987年3月5日号まで連載された。同作を原作とし、1987年に製作・公開された日本映画と1988年にTBS系列で放送されたテレビドラマについても紹介する。

## 映画
1987年11月14日に東映系で公開された。R指定作品。
渡辺淳一とプライベートな付き合いのある岡田茂東映社長（当時）が「東映で映画化した彼の作品、『ひとひらの雪』や『化身』『桜の樹の下で』『別れぬ理由』は、僕が作品に惚れたから映画化した」と話している。
製作費1億2000万円。

### 惹句
- わたし、あなたと同じことしてる。

### キャスト
- 速水房子：三田佳子
- 速水修平：津川雅彦
- 速水弘美：湊広子
- 松永：古尾谷雅人
- 岡部葉子：南條玲子
- 永見由美：今陽子
- 広瀬：平尾昌晃
- 岡崎：真夏竜吾
- 佐藤：津山栄一
- 青年：中尾慎二
- 小泉志津子：風間みつき
- 沢田：丹古母鬼馬二
- 看護婦：伊織祐未、斉藤朋子、矢生有里
- 子連れの若夫婦：国宗篤、中西典子、関水浩之
- フロント係：村添豊徳
- 中年会員：山浦栄

### スタッフ
- 監督：降旗康男
- 企画：三堀篤、瀬戸恒雄
- 脚本：那須真知子
- 原作：渡辺淳一（新潮社）
- 撮影：木村大作
- 美術：今保太郎
- 編集：加藤光男
- 音楽：羽田健太郎
- 助監督：長谷川計二
- 主題歌：小柳ルミ子「シルクな心」

### エピソード
- 岡田茂が三田佳子に「脱げ！」と強要し[3]、他の東映幹部は「三田が脱ぐわけないだろう」と思っていたら[3]、三田が脱いで皆んなビックリ仰天した[3]。撮影に入ると三田は一変、大熱演し、試写では終了後に回りにたくさん人がいるのに岡田社長と渡辺淳一に、「もっと凄いところがあったのに何で切ったの。それを出せばもっと色っぽいし、深みが出たのに！」と怒った[3]。岡田社長は「映倫が切れと言うから...」などと弁解した[3]。これを見た高岩淡は「三田さんは大した役者だ」と感心したという[3]。

## テレビドラマ
『ドラマ23』の枠で4月4日から14日にかけて放送された。全8話。

### キャスト（テレビドラマ）
- 速水房子：小川知子
- 速水修平：山城新伍
- 岡部葉子：岡江久美子
- 松永：渡辺裕之
- 広瀬：森本レオ
- 小泉志津子：天久美智子（現・あめくみちこ）
- 富田：北詰友樹
- 蓮見弘子：池田純子
- 駒井由美：後藤加代

ほか

### スタッフ（テレビドラマ）
- プロデューサー：大山勝美
- 脚本：井沢満
- 音楽：水野正敏
- 主題歌：ジャニス・イアン「Remember Yesterday」
- 演出：大山勝美（第1話〜4話）、鈴木利正（第5話〜8話）
- 製作協力：東映